# Dino Jelusić
Dino Jelusić (Požega, 4 juni 1992), beter bekend onder zijn artiestennaam Dino,  is een Kroatisch zanger.

## Biografie
Dino werd bekend als de eerste winnaar van het Junior Eurovisiesongfestival, gehouden op 15 november 2003 in Kopenhagen, met 134 punten. Hij won met zijn zelfgeschreven nummer Ti si moja prva ljubav (Nederlands: Jij bent mijn eerste liefde). Datzelfde jaar kwam zijn eerste album No. 1 uit, dat zowel in het Kroatisch als in het Engels uitkwam.
Na een muzikale pauze bracht Dino in 2011 het album Living my own life uit. Van 2013 tot 2015 was hij lid van de groep Made in Iron. In 2014 nam Dino deel aan het Slavjanski Bazaar in Vitebsk waar hij de tweede prijs won. In 2016 won hij het festival New Wave.

## Discografie
- No. 1 (2003)
- Living my own life (2011)
- Prošao sam sve (2014)
- Mad Dog EP (2016, als Dino & The Mad Dogs)
- Enter Escape (2016, met The Ralph)

## Privéleven
Dino is de oudere broer van zangeres Lorena Jelusić.